# Theridion linzhiense
Theridion linzhiense là một loài nhện trong họ Theridiidae.
Loài này thuộc chi Theridion. Theridion linzhiense được Hsen Hsu Hu miêu tả năm 2001.